# Raghuva thomalae
Raghuva thomalae là một loài bướm đêm trong họ Noctuidae.